# ريتشارد لوترباخ
ريتشارد لوترباخ (بالإنجليزية: Richard Lauterbach)‏ هو صحفي أمريكي، ولد في 1914، وتوفي في 1950.